# 67.ª edición de los Premios Óscar
La 67.ª edición de los Óscar premió a las mejores películas de 1994. Organizada por la Academia de Artes y Ciencias Cinematográficas, tuvo lugar en el Shrine Auditorium de Los Ángeles (Estados Unidos) el día 27 de marzo de 1995. El presentador de la ceremonia fue David Letterman.

## Candidaturas y ganadores
Por segunda vez en la historia del Óscar tres de los cuatro actores ganadores de esta edición (Tom Hanks, Jessica Lange y Dianne Wiest) ganaron previamente una estatuilla, la undécima edición celebrada en 1939 previamente se logró esta hazaña. Nuevamente Tom Hanks se convertiría en el segundo intérprete en ganar el Óscar por segundo año consecutivo en la categoría de mejor actor, desde que  Spencer Tracy  lo hiciera por primera vez por sus interpretaciones en las películas Capitanes intrépidos en 1937  y en Forja de hombres en 1938 en la categoría ya mencionada, también se convirtió en el sexto actor en ganar por segunda vez el Óscar en la misma categoría. La actriz Dianne Wiest se convirtió en la primera actriz en ganar dos Óscar por participar en películas dirigidas por la misma persona (en este caso  con Woody Allen) su otro premio lo ganó previamente por su participación en la película Hannah y sus hermanas en 1986. Los cortometrajes Franz Kafka's It's a Wonderful Life y  Trevor ganaron conjuntamente la categoría de Mejor cortometraje, dando por quinta ocasión un empate en la historia del Óscar.

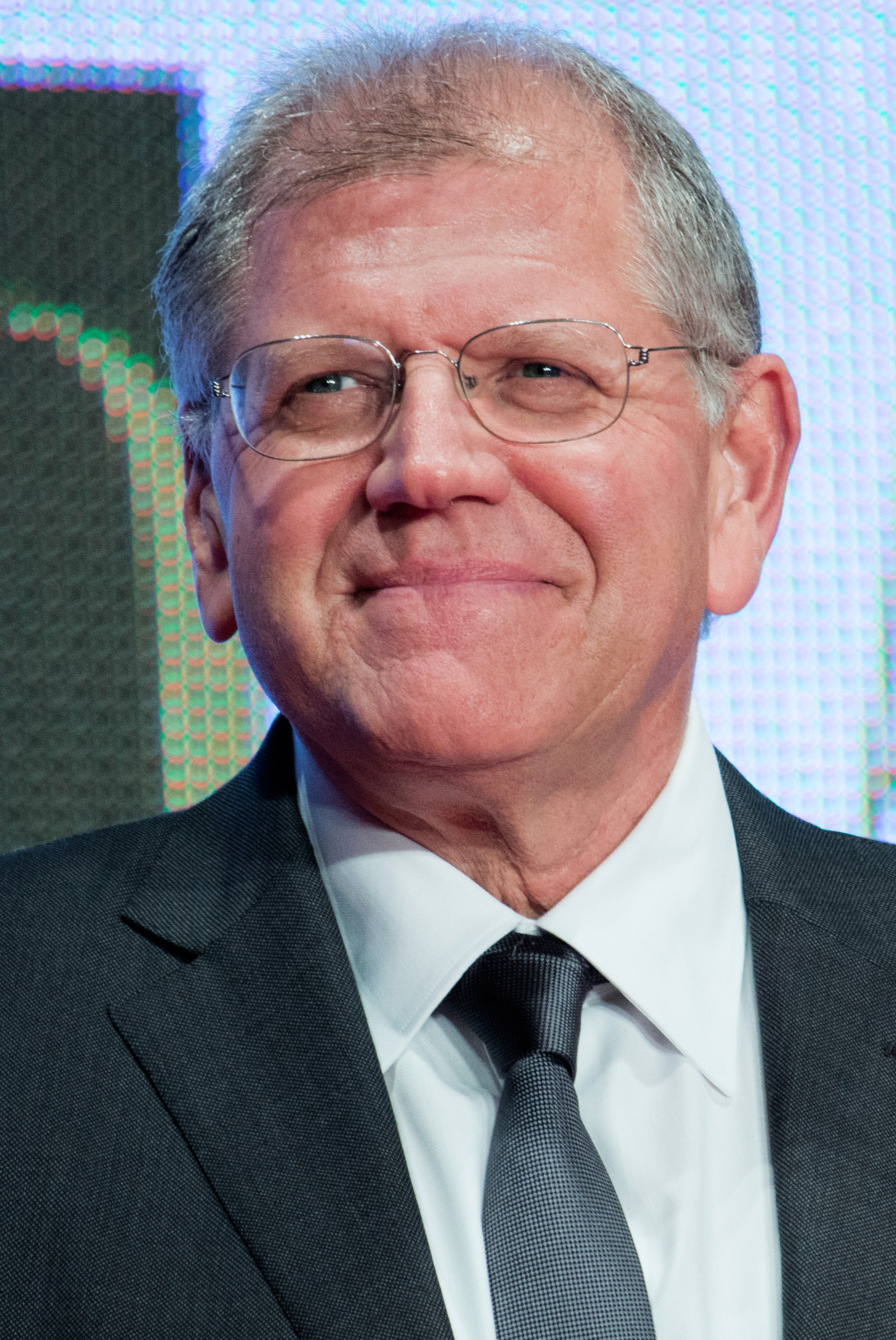
Robert Zemeckis fue el ganador del Óscar al mejor director por Forrest Gump.

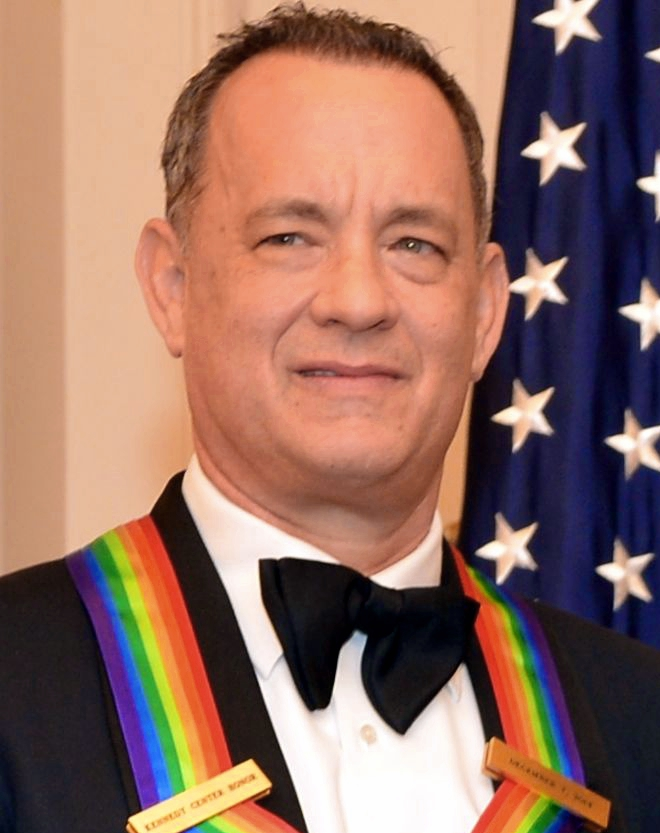
Tom Hanks fue el ganador del Óscar al mejor actor por Forrest Gump.

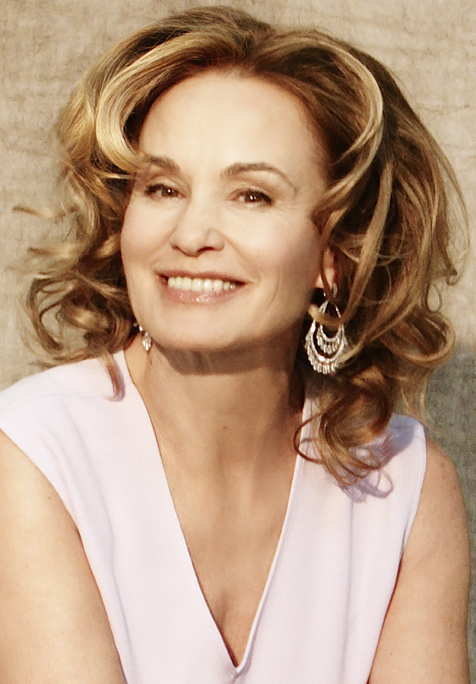
Jessica Lange fue la ganadora del Óscar a mejor actriz por Blue Sky.

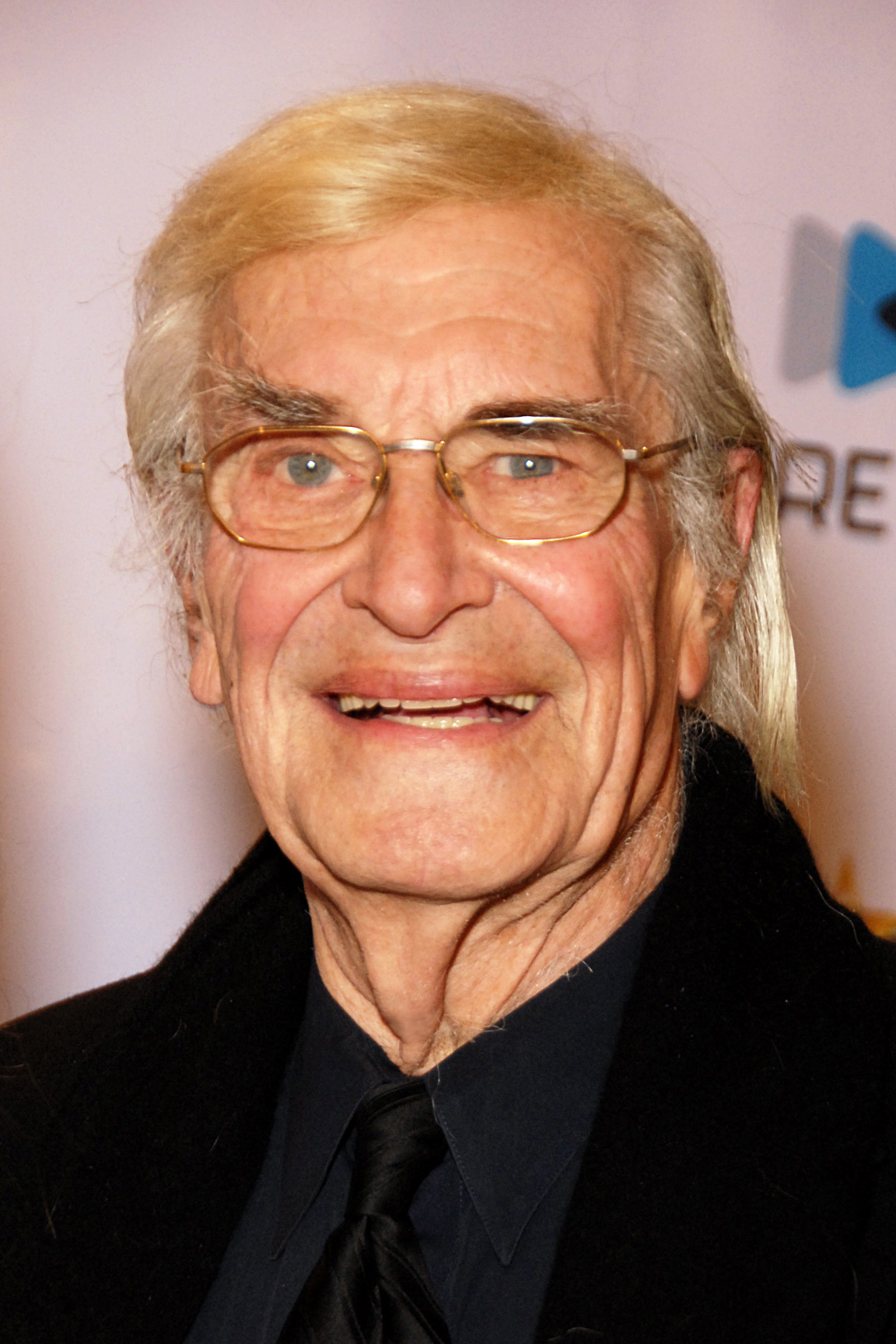
Martin Landau fue el ganador del Óscar a mejor actor de reparto por Ed Wood.

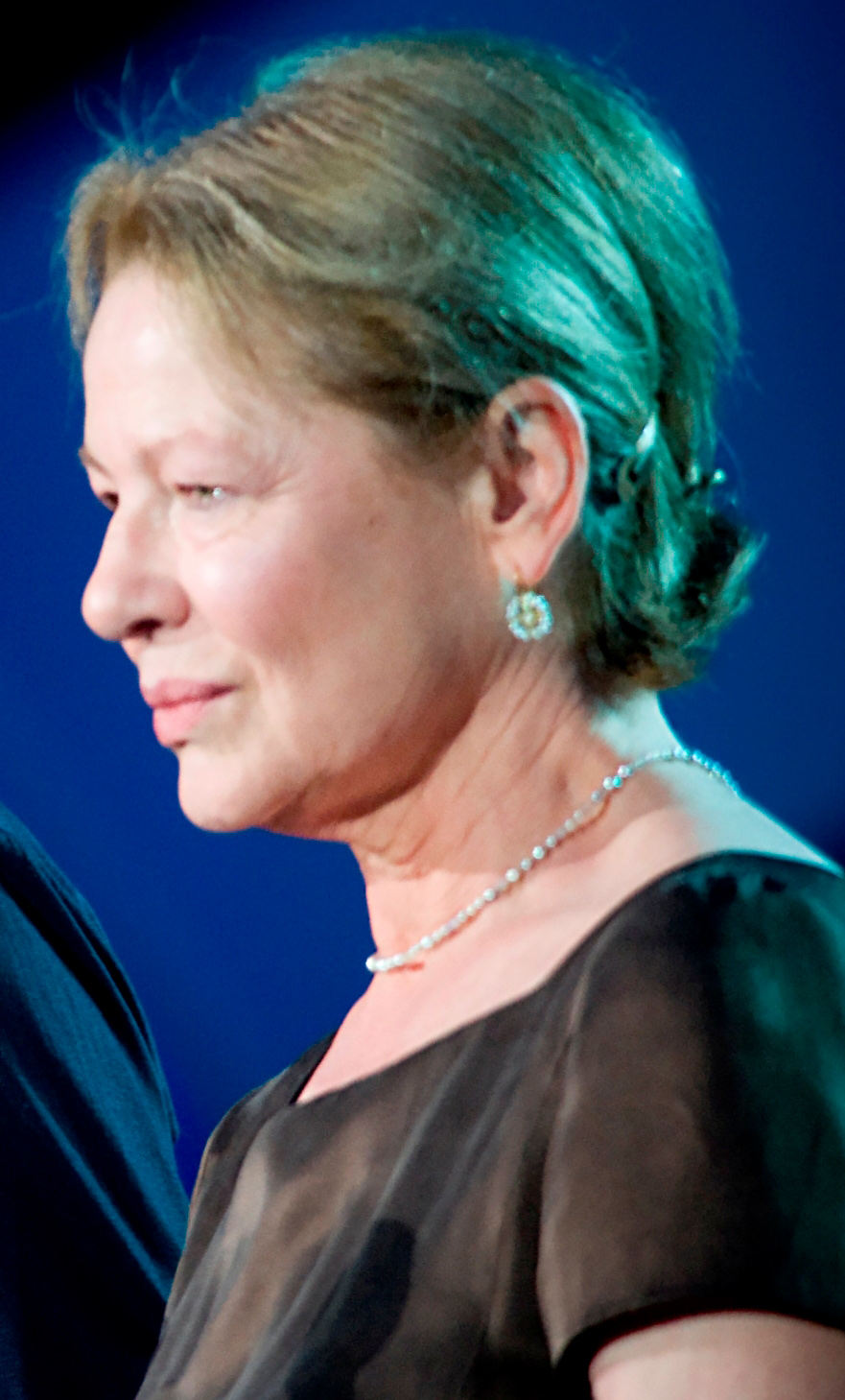
Dianne Wiest fue la ganadora del Óscar a la mejor actriz de reparto por Bullets Over Broadway.

 Indica el ganador dentro de cada categoría.
| Mejor película Presentado por: Robert De Niro y Al Pacino | Mejor director Presentado por: Steven Spielberg |
| --- | --- |
| Forrest Gump — Wendy Finerman, Steve Tisch y Steve Starkey | Robert Zemeckis — Forrest Gump |
| - Cuatro bodas y un funeral (Four Weddings and a Funeral) — Duncan Kenworthy - Pulp Fiction — Lawrence Bender - Quiz Show — Robert Redford, Michael Jacobs, Julian Kranin y Michael Nozik - The Shawshank Redemption (Cadena perpetua) — Niki Marvin | - Woody Allen — Bullets Over Broadway (Balas sobre Broadway) - Krzysztof Kieślowski — Trois Couleurs: Rouge (Tres coloresːRojo) - Robert Redford — Quiz Show - Quentin Tarantino — Pulp Fiction |
| Mejor actor Presentado por: Holly Hunter | Mejor actriz Presentado por: Tom Hanks |
| Tom Hanks — Forrest Gump como Forrest Gump | Jessica Lange — Blue Sky como Carly Marshall |
| - Morgan Freeman — The Shawshank Redemption (Cadena perpetua) como Ellis Boyd "Red" Redding - Nigel Hawthorne — The Madness of King George (La locura del rey Jorge) como Jorge III del Reino Unido - Paul Newman — Nobody's Fool (Ni un pelo de tonto) como Donald "Sully" Sullivan - John Travolta — Pulp Fiction como Vincent Vega | - Jodie Foster — Nell como Nell Kellty - Miranda Richardson — Tom & Viv como Vivienne Haigh-Wood - Winona Ryder — Little Women (Mujercitas) como Josephine "Jo" March - Susan Sarandon — The Client (El cliente) como Regina "Reggie" Love |
| Mejor actor de reparto Presentado por: Anna Paquin | Mejor actriz de reparto Presentado por: Tommy Lee Jones |
| Martin Landau — Ed Wood como Béla Lugosi | Dianne Wiest — Bullets Over Broadway (Balas sobre Broadway) como Helen Sinclair |
| - Samuel L. Jackson — Pulp Fiction como Jules Winnfield - Chazz Palminteri — Bullets Over Broadway (Balas sobre Broadway) como Cheech - Paul Scofield — Quiz Show como Mark Van Doren - Gary Sinise — Forrest Gump como Teniente Dan Taylor | - Rosemary Harris — Tom & Viv como Rose Robinson Haigh-Wood - Helen Mirren — The Madness of King George (La locura del rey Jorge) como Carlota de Mecklemburgo-Strelitz - Uma Thurman — Pulp Fiction como Mia Wallace - Jennifer Tilly — Bullets Over Broadway (Balas sobre Broadway) como Olive Neal |
| Mejor guion original Presentado por: Anthony Hopkins | Mejor guion adaptado Presentado por: Anthony Hopkins |
| Pulp Fiction — Quentin Tarantino y Roger Avary. | Forrest Gump — Eric Roth basado en Forrest Gump por Winston Groom |
| - Bullets Over Broadway (Balas sobre Broadway) — Woody Allen y Douglas McGrath - Cuatro bodas y un funeral (Four Weddings and a Funeral) — Richard Curtis - Heavenly Creatures (Criaturas celestiales) — Peter Jackson y Frances Walsh - Trois Couleurs: Rouge (Tres coloresːRojo) — Krzysztof Kieślowski y Krzysztof Piesiewicz | - The Madness of King George (La locura del rey Jorge) — Alan Bennett basado en The Madness of George III por Alan Bennett - Nobody's Fool (Ni un pelo de tonto) — Robert Benton basado en Nobody's Fool de Richard Russo - Quiz Show — Paul Attanasio basado en Remembering America: A Voice From the Sixties por Richard N. Goodwin - The Shawshank Redemption (Cadena perpetua) — Frank Darabont basado en Rita Hayworth y la redención de Shawshank por Stephen King |
| Mejor película extranjera (de habla no inglesa) Presentado por: Jeremy Irons | |
| Утомлённые солнцем (Quemado por el sol) (Rusia) en ruso — Nikita Mijalkov. | |
| - Pred doždot (Antes de la lluvia) (República de Macedonia) en macedonio, albanés e inglés — Milcho Manchevski - 飲食男女 (Comer, beber, amar) (Taiwán) en mandarín — Ang Lee - Farinelli (Bélgica) en francés e italiano — Gérard Corbiau - Fresa y chocolate (Cuba) en español — Tomás Gutiérrez Alea y Juan Carlos Tabío | |
| Mejor documental largo Presentado por: John Travolta y Samuel L. Jackson | Mejor documental corto Presentado por: John Travolta y Samuel L. Jackson |
| Maya Lin: A Strong Clear Vision — Freida Lee Mock y Terry Sanders | A Time for Justice — Charles Guggenheim |
| - A Great Day in Harlem — Jean Bach - Complaints of a Dutiful Daughter — Deborah Hoffmann - D-Day Remembered — Charles Guggenheim - Freedom on My Mind — Connie Field y Marilyn Mulford | - 89mm od Europy — Marcel Lozinski - Blues Highway — Vince DiPersio y Bill Guttentag - School of the Americas Assassins — Robert Richter - Straight from the Heart — Dee Mosbacher y Frances Reid |
| Mejor cortometraje Presentado por: Tim Allen | Mejor cortometraje animado Presentado por: Bugs Bunny y Daffy Duck |
| Franz Kafka's It's a Wonderful Life — Peter Capaldi y Ruth Kenley-Letts Trevor — Peggy Rajski y Randy Stone | Bob's Birthday — Alison Snowden y David Fine |
| - Kangaroo Court — Sean Astin y Christine Astin - On Hope — JoBeth Williams y Michele McGuire - Syrup — Paul Unwin y Nick Vivian | - The Big Story — Tim Watts y David Stoten - The Janitor — Vanessa Schwartz - The Monk and the Fish — Michaël Dudok de Wit - Triangle — Erica Russell |
| Mejor banda sonora Presentado por: Hugh Grant y Andie McDowell | Mejor canción original Presentado por: Sylvester Stallone |
| The Lion King (El Rey León) — Hans Zimmer | «Can You Feel the Love Tonight» — El rey león; Música por Elton John; Letra por Tim Rice. |
| - Entrevista con el vampiro — Elliot Goldenthal - Forrest Gump — Alan Silvestri - Little Women (Mujercitas) — Thomas Newman - The Shawshank Redemption (Cadena perpetua) — Thomas Newman | - «Circle of Life» — The Lion King (El Rey León); Música por Elton John; Letra por Tim Rice. - «Hakuna Matata» — The Lion King (El Rey León); Música por Elton John; Letra por Tim Rice. - «Look What Love Has Done» — Junior; Música y Letra por Carole Bayer Sager, James Newton Howard, James Ingram y Patti Smith - «Make Up Your Mind» — The Paper; Música y Letra por Randy Newman                                                                                 |
| Mejor edición de sonido Presentado por: Sarah Jessica Parker | Mejor sonido Presentado por: Ellen Barkin |
| Speed — Stephen Hunter Flick | Speed — Gregg Landaker, Steve Maslow, Bob Beemer y David R. B. MacMillan |
| - Forrest Gump — Gloria S. Borders y Randy Thom - Clear and Present Danger (Peligro inminente) — Bruce Stambler y John Leveque | - Forrest Gump — Randy Thom, Tom Johnson, Dennis Sands y William B. Kaplan - Legends of the Fall (Leyendas de pasión) — Paul Massey, David Campbell, Christopher David y Douglas Ganton - Clear and Present Danger (Peligro inminente) — Donald O. Mitchell, Michael Herbick, Frank A. Montaño y Arthur Rochester - The Shawshank Redemption (Cadena perpetua) — Robert J. Litt, Elliot Tyson, Michael Herbick y Willie Burton                                           |
| Mejor dirección artística Presentado por: Tim Robbins y Susan Sarandon | Mejor fotografía Presentado por: Paul Newman |
| The Madness of King George (La locura del rey Jorge) — Dirección artística: Ken Adam; Diseño de decorados: Carolyn Scott | Legends of the Fall (Leyendas de pasión) — John Toll |
| - Bullets Over Broadway (Balas sobre Broadway) – Dirección artística: Santo Loquasto; Diseño de decorados: Susan Bode - Entrevista con el vampiro — Dirección artística: Dante Ferretti; Diseño de decorados: Francesca Lo Schiavo - Forrest Gump — Dirección artística: Rick Carter; Diseño de decorados: Nancy Haigh - Leyendas de pasión (Legends of the Fall) — Dirección artística: Lilly Kilvert; Diseño de decorados: Dorree Cooper | - Forrest Gump — Don Burgess - The Shawshank Redemption (Cadena perpetua) — Roger Deakins - Trois Couleurs: Rouge (Tres coloresːRojo) — Piotr Sobocinski - Wyatt Earp — Owen Roizman |
| Mejor maquillaje Presentado por: Uma Thurman | Mejor diseño de vestuario Presentado por: Sharon Stone |
| Ed Wood — Rick Baker, Ve Neill y Yolanda Toussien | Las aventuras de Priscilla, reina del desierto — Lizzy Gardiner y Tim Chappel |
| - Forrest Gump — Daniel C. Striepeke, Hallie D'Amore y Judith A. Cory - Frankenstein de Mary Shelley — Daniel Parker, Paul Engelen y Carol Hemming | - Bullets Over Broadway (Balas sobre Broadway) — Jeffrey Kurland - La reine Margot (La reina Margot) — Moidele Bickel - Maverick — April Ferry - Little Women (Mujercitas) — Colleen Atwood |
| Mejor montaje Presentado por: Steve Martin | Mejores efectos visuales Presentado por: Steven Seagal |
| Forrest Gump — Arthur Schmidt | Forrest Gump — Ken Ralston, George Murphy, Stephen Rosenbaum y Allen Hall |
| - Hoop Dreams — Frederick Marx, Steve James y Bill Haugse - Pulp Fiction — Sally Menke - Speed — John Wright - The Shawshank Redemption (Cadena perpetua) — Richard Francis-Bruce | - The mask (La máscara) — Scott Squires, Steve Williams, Tom Bertino y Jon Farhat - True Lies (Mentiras arriesgadas) — John Bruno, Thomas L. Fisher, Jacques Stroweis y Patrick McClung |

### Óscar Honorífico
- Michelangelo Antonioni, presentado por Jack Nicholson[2]

### Premio en memoria de Irving Thalberg
- Clint Eastwood, presentado por Arnold Schwarzenegger[3]

### Premio Humanitario Jean Hersholt
- Quincy Jones, presentado por Oprah Winfrey[4]

## In Memoriam
Por primera vez, la academia recuerda a aquellas personalidades que fallecieron durante el año: Fernando Rey, Cameron Mitchell, Paula Trueman, Giulietta Masina, George Peppard, Frank Wells (ejecutivo), Noah Beery, Jr., Royal Dano, Alain Cury, Barry Sullivan, Christopher Colins, Jules Styne (compositor), Arthur Krim (ejecutivo), Walter Lantz (animador), Ferdinando Scarfiotti (director artístico), Robert Bolt (guionista), Dick Sargent, Harry Saltzman (productor), Bert Freed, Robert Hutton, Peter Cushing, Martha Raye, Godfrey Quigley, Gilbert Roland, Dub Taylor, Cabell 'Cab' Calloway, Patrick O'Neal, Jessica Tandy, Tom Ewell, Burt Lancaster, Raúl Juliá, Mildred Natwick, Lionel Stander, Sebastian Shaw, Rossanno Brazzi, Frank Thring, Peter Cook, William Sylvester, Pat Welsh, Donald Pleasence, David Wayne y Michael V. Gazzo

## Premios y nominaciones múltiples
| Película                                                                                          | Candidaturas | Premios |
| ------------------------------------------------------------------------------------------------- | ------------ | ------- |
| Forrest Gump                                                                                      | 13           | 6       |
| The Lion King (El Rey León)                                                                       | 4            | 2       |
| Speed                                                                                             | 3            | 2       |
| Ed Wood                                                                                           | 2            | 2       |
| Bullets Over Broadway (Balas sobre Broadway)                                                      | 7            | 1       |
| Pulp Fiction                                                                                      | 7            | 1       |
| The Madness of King George (La locura del rey Jorge)                                              | 4            | 1       |
| Leyendas de pasión (Legends of the Fall)                                                          | 3            | 1       |
| The Adventures of Priscilla, Queen of the Desert (Las aventuras de Priscilla, reina del desierto) | 1            | 1       |
| Blue Sky                                                                                          | 1            | 1       |
| Quemado por el sol (Утомлённые солнцем)                                                           | 1            | 1       |
| The Shawshank Redemption (Cadena perpetua)                                                        | 7            | 0       |
| Quiz Show                                                                                         | 4            | 0       |
| Little Women (Mujercitas)                                                                         | 3            | 0       |
| Trois Couleurs: Rouge (Tres coloresːRojo)                                                         | 3            | 0       |
| Interview with the Vampire (Entrevista con el Vampiro)                                            | 2            | 0       |
| Four Weddings and a Funeral (Cuatro bodas y un Funeral)                                           | 2            | 0       |
| Tom & Viv                                                                                         | 2            | 0       |
| Nobody's Fool (Ni un pelo de tonto)                                                               | 2            | 0       |
| Clear and Present Danger (Peligro inminente)                                                      | 2            | 0       |